# Henry Sloane Coffin
Henry Sloane Coffin, né le 5 janvier 1877 à New York et mort le 25 novembre 1954 à Lakeville (Connecticut), a été président de l'Union Theological Seminary, modérateur de l'Église Presbytérienne aux États-Unis d'Amérique, et l'un des plus célèbres ministres aux États-Unis, il a également été l'un des traducteurs de l'hymne populaire O Come, O Come Emmanuel, avec John Mason Neale,.

## Biographie
Coffin était le fils d'Edmund Coffin et Euphemia Sloane. Il était un héritier de la fortune de l'entreprise de meubles de W. et J. Sloane & Co. Son frère était William Sloane Coffin, qui fut plus tard le président de New York, Metropolitan Museum of Art.
Coffin a étudié à Yale College et a obtenu un Baccalauréat ès Arts en 1897. En 1896, il fut l'un des quinze juniors invités à rejoindre le Crâne et les Os. Il a ensuite obtenu son diplôme de maîtrise de Yale en 1900.
Au cours de sa période à l'université Yale, Coffin était en bons termes avec l'évangéliste Dwight L. Moody, qui a consacré une attention considérable à Coffin lors de sa fameuse Conférences de Northfield dans le Massachusetts. En dépit de l'influence de Moody, Coffin aurait émerger en tant que leader de la théologie libérale.
Coffin a également obtenu son Baccalauréat en théologie de l' Union Theological Seminary en 1900. Puis, il devint pasteur de Madison Avenue de l'Église Presbytérienne dans la Ville de New York en 1910. Il a refusé une offre pour devenir président de l'Union Theological Seminary de 1916. En 1917, il devient Président du Comité du Conseil d'administration de la Maison des Missions. En 1926, la présidence de l'Union lui a de nouveau proposée ce poste dans un deuxième temps, il a accepté et a conservé son poste jusqu'en 1945.
Coffin a été marié à Dorothy Eells. Il était l'oncle de William Sloane Coffin, et un membre de la Yale Société (de 1921 à 1945).
Henry Sloane Coffin, est mort en 1954 à l'âge de 77 ans et a été inhumé au Cimetière de Sleepy Hollow dans Sleepy Hollow, NY.

## Travaux
Musique
- Hymns of the kingdom of God, with tunes, New York, 1910.

Livres
Articles et chapitres
- Religion in the last hundred years, Durham, Duke University Publications, 1939.